# جون كيلي (لاعب كرة قاعدة أمريكي)
جون كيلي (بالإنجليزية: John Kelly)‏ هو لاعب كرة قاعدة أمريكي، ولد في 3 مارس 1859 في باترسون في الولايات المتحدة، وتوفي بنفس المكان في 13 أبريل 1908.

## وصلات خارجية
- جون كيلي على موقعبيزبول رفرنس.كوم (الدوري الرئيسي) (الإنجليزية)
- جون كيلي على موقعبيزبول رفرنس.كوم (الدوري الثانوي) (الإنجليزية)